# Rebbenesøya
Rebbenesøya (Ruobbá på nordsamiska) är en bergig ö i Karlsøy kommun och Tromsø  kommun i Troms fylke i norra Norge. Den har en yta på 60,6 kvadratkilometer och hade 90 invånare (2018). Ön ligger nordväst om Tromsö. 
Rebbenesøya är bergigt, främst på den västra sidan där också den högsta punkten på ön finns, Geittinden, som når 689 meter över havet.
Bilfärjeförbindelse finns till Mikkelvika på Ringvassøya.
Första ledet i öns namn syftar antingen på djuret räv eller mansnamnet Refr.